# Länsväg 323
Länsväg 323 går mellan Bräcke och Hammarstrand.

## Sträckning
Bräcke - Kälarne - Hammarstrand
Vägen går hela vägen i Jämtlands län. Längd 84 km.

## Trafikplatser och korsningar
|  | Nr | Namn         | Skyltning               |
|  | -- | ------------ | ----------------------- |
|  |    | Bräcke       | E14 Östersund Sundsvall |
|  |    | Kälarne      | 320 Sundsvall           |
|  |    | Ragunda      | Bispgården              |
|  |    | Hammarstrand | 87 Bispgården Sollefteå |

## Historia
Väg 323 infördes på 1940-talet för sträckan Bräcke–Kälarne–Ragunda–Bispgården då vägnummer infördes i Sverige. Det innebar en lite annan sträckning på 323:an i östligaste änden. Sträckan Ragunda–Hammarstrand fick då numret 324. På 1970-talet gjordes en ändring då sträckan Ragunda–Hammarstrand fick bli en del av 323:an och vägen Ragunda–Bispgården tappade sitt skyltade nummer (den är länsväg Z 701). Ingen större ändring av vägens sträckning via nybygge har skett sedan 1940-talet.